# Алберт II фон Боген
Алберт II фон Боген/Адалберт II фон Боген (на немски: Albert II von Bogen; Adalbert II von Bogen; † 13 януари 1146) от род Бабенберги от Австрия, е граф на Боген и Виндберг (1100 – 1146), граф в Донаугау, фогт на Регенсбург и Прюфенинг.

## Биография
Той е син на граф Адалберт I фон Боген и Виндберг († 27 юли 1100) и съпругата му Лиутгард фон Дисен-Регенсбург († ок. 25 май 1110/1120), наследничка на територията Виндберг, дъщеря на граф Фридрих I фон Регенсбург/Фридрих II фон Дисен († 1075), катедрален фогт на Регенсбург, и Ирмгард фон Гилхинг. Внук е на маркграф Ернст фон Бабенберг Смели от Австрия († 1075) и първата му съпруга Аделхайд фон Ветин († 1071). Брат е на Бертхолд I фон Боген († 21 юни 1141), граф на Боген-Виндберг, и на Лиутгард фон Боген († 23 август 1156), омъжена през септември 1094 г. за херцог Бржетислав II от Бохемия († 22 декември 1100).
Родът фон Боген е през 12 и 13 век значим висш род в Бавария с резиденция северно от Дунав до Щраубинг.
През 1125 г. Алберт II фон Боген помага на Лотар III Суплинбург († 1137) в конфликта за „Бохемското наследство“ като императорски военен командир против Бохемия, Фризия и Унгария. Той помага на Велфите във войната против Хоенщауфените.
Около 1140 г. той основава със съпругата си Хедвиг манастир Виндберг с помощта на епископ Ото фон Бамберг († 1139). Присъства на освещаването на манастира на 21 и 22 май 1142 г. Той тръгва за битката при Фалей в Горна Бавария.

## Фамилия
Първи брак: жени се за неизвестна по име жена и има един син:
- Енгелберт фон Боген (* ок. 1100; † сл. 1110)

Втори брак: ок. 1123 г. се жени за графиня Хедвиг (Хадвиг) фон Виндберг (* ок. 1090; † 1 декември 1162) от род Ваймар-Орламюнде, вдовица на граф Херман I фон Винценбург († 1137/1138), дъщеря на граф Попо фон Крайна († 1098) и Рихарда фон Спонхайм († 1112/1130). Те имат децата:
- Адалберт III фон Боген († 21 юни 1141, Санкт Блазиен)
- Хартвиг фон Боген-Натернберг († 23 август 1156), граф на Боген-Натернберг, женен за Хедвиг († 23 август 11??)
- Бертолд II фон Боген (* 1125; † 21 март 1167), граф на Боген-Виндберг (1146 – 1167), женен I. за Матилда фон Формбах-Питен († 7 ноември 1160), дъщеря на граф Екберт II фон Формбах († 1144), II. ок. 1164 г. за Лиутгард фон Бургхаузен († 24 февруари 1195), дъщеря на граф Гебхард I фон Бургхаузен († 1163) и има един син:
  - Адалберт III фон Боген (* 11 юли 1165; † 20 декември 1197), граф на Боген-Виндберг, женен 1184 г. за принцеса Людмила Бохемска (* 1170; † 4 август 1240), дъщеря на бохемския херцог Фредерик († 1189)
- Хайлвиг/Хедвиг фон Боген († 14 април 1170), абатиса на Гайзенфелд

Алберт II/Адалберт II фон Боген има от друга връзка един незаконен син:
- Рудолфус де Мена († сл. 1168)